# فالنتين روز
فالنتين روز (بالألمانية: Valentin Rose der Jüngere)‏ هو كيميائي وصيدلي ألماني، ولد في 30 أكتوبر 1762 في برلين في ألمانيا، وتوفي بنفس المكان في 9 أغسطس 1807.